# Марта Ґеллгорн
Марта Елліс Ґеллгорн (англ. Martha Ellis Gellhorn; 8 листопада 1908 — 15 лютого 1998) — американська журналістка, письменниця, одна з найвизначніших військових кореспондентів ХХ століття. Писала практично про кожен великий світовий конфлікт, який відбувався під час її 60-річної кар'єри. 

## Життєпис
Марта Ґеллгорн народилася 8 листопада 1908 року в місті Сент-Луїс, США. Батько Джордж Ґеллгорн був лікарем-гінекологом з німецьким корінням, мати — Една Фішелл (18 грудня 1878 — 24 вересня 1970), була феміністичною активісткою. Обоє батьків наполовину були євреями.
З дитинства Марта писала вірші та короткі оповідання. У 1926 році закінчила школу. Рік навчалася у Коледж Брін Мар, залишила його у 1927 році. Після коледжу пішла у «The New Republic». Потім поїхала в Європу на пошуки пригод і нових тем. 
У Франції почала працювати у «United Press International» та «Vogue». У Парижі почала стосунки з письменником Бертраном де Жувенелем. За неофіційними даними, вони одружилися, але документально це не підтверджено.
Перебуваючи в Європі, Ґеллгорн стала прихильницею пацифістських рухів, що описала пізніше у книзі «What Mad Pursuit» (1934).
Після приїзду в Америку Марта Ґеллгорн стала репортеркою однієї з великих газет. Тоді ж заприятелювала з першою леді США Елеонорою Рузвельт. Крім загальних інтересів, вони з'ясували, що Рузвельт добре знала матір Марти Едну Фішелл по коледжу. Через Елеонору Рузвельт Марта Ґеллгорн познайомилась з Гаррі Гопкінсом. Біографія журналістки містить факти, що вказують на її співпрацю з урядом Франкліна Рузвельта. За дорученням адміністрації президента Марта Ґеллгорн проїхала по містах Америки і написала ряд нарисів про наслідки Великої депресії для різних верств населення. Результати спостережень вона виклала не лише в статтях, але й у книзі «Лихо, яке я бачила» (англ. The Trouble I've Seen, 1936). Ця збірка оповідань стала першим літературним твором Марти Ґеллгорн. 
Під час поїздки у 1936 році в Кі-Вест познайомилась з Ернестом Гемінґвеєм. Вирішили разом їхати до Іспанії, щоб стежити за ходом громадянської війни. У 1937 відзначили різдво в Барселоні. Після 4-х років стосунків одружилися в грудні 1940. Проте незабаром Гемінґвей поставив ультиматум: «Або ти кореспондентка на цій війні, або жінка в моєму ліжку», і в 1945 вони розлучилися.  
Після Другої світової війни Марта Ґеллгорн працювала у «The Atlantic Monthly». Описуювала війну у В'єтнамі, Шестиденну війну на Близькому Сході та громадянські війни в Центральній Америці. 
У 1954 році Марта Ґеллгорн одружилася з головним редактором «Таймс» Томасом Стенлі Меттьюсом. Цей шлюб був розірваний у 1963, після того, як Ґеллгорн дізналася про зраду чоловіка. Після цього Марта Ґеллгорн остаточно розчарувалася в інституті шлюбу і більше не одружувалася. 
У 81-річному віці вона приїхала в Панаму, де написала про вторгнення військ США.
15 лютого 1998 року Марта Ґеллгорн наклала на себе руки, прийнявши смертельну дозу ліків, після довгої боротьби з раком яєчників.

## Вшанування
22 квітня 2008 року в США випустили поштову марку на честь Марти Ґеллгорн.
У 2012 році Ніколь Кідман зіграла Марту Ґеллгорн у фільмі Філіпа Кауфмана «Гемінґвей та Ґеллгорн».